# Borajet
Borajet (turc: Borajet Havayolları) une compagnie aérienne turque basée à Istanbul, en activité de 2008 à 2017.

## Histoire
La compagnie aérienne a été fondée en 2008 par Yalçın Ayaslı, un homme d'affaires turc vivant aux États-Unis. 
La société a acheté cinq appareils de type ATR 72-500 qui ont été révisés à Cologne, en Allemagne avant d'être livrés au début de 2010 en Turquie. Ces cinq appareils ont été vendus.
Borajet reçoit sa licence d'exploitation le 22 avril 2010 et fait son premier vol le 7 mai 2010.
Ensuite, Borajet a loué des appareils de type Embraer 190 et Embraer 195.
Fin 2016, BoraJet Airlines a été rachetée par la société turque de capital-investissement SBK Holding pour un montant annoncé de 260 millions USD.
Elle a suspendu toutes ses opérations le 24 avril 2017.

## Flotte

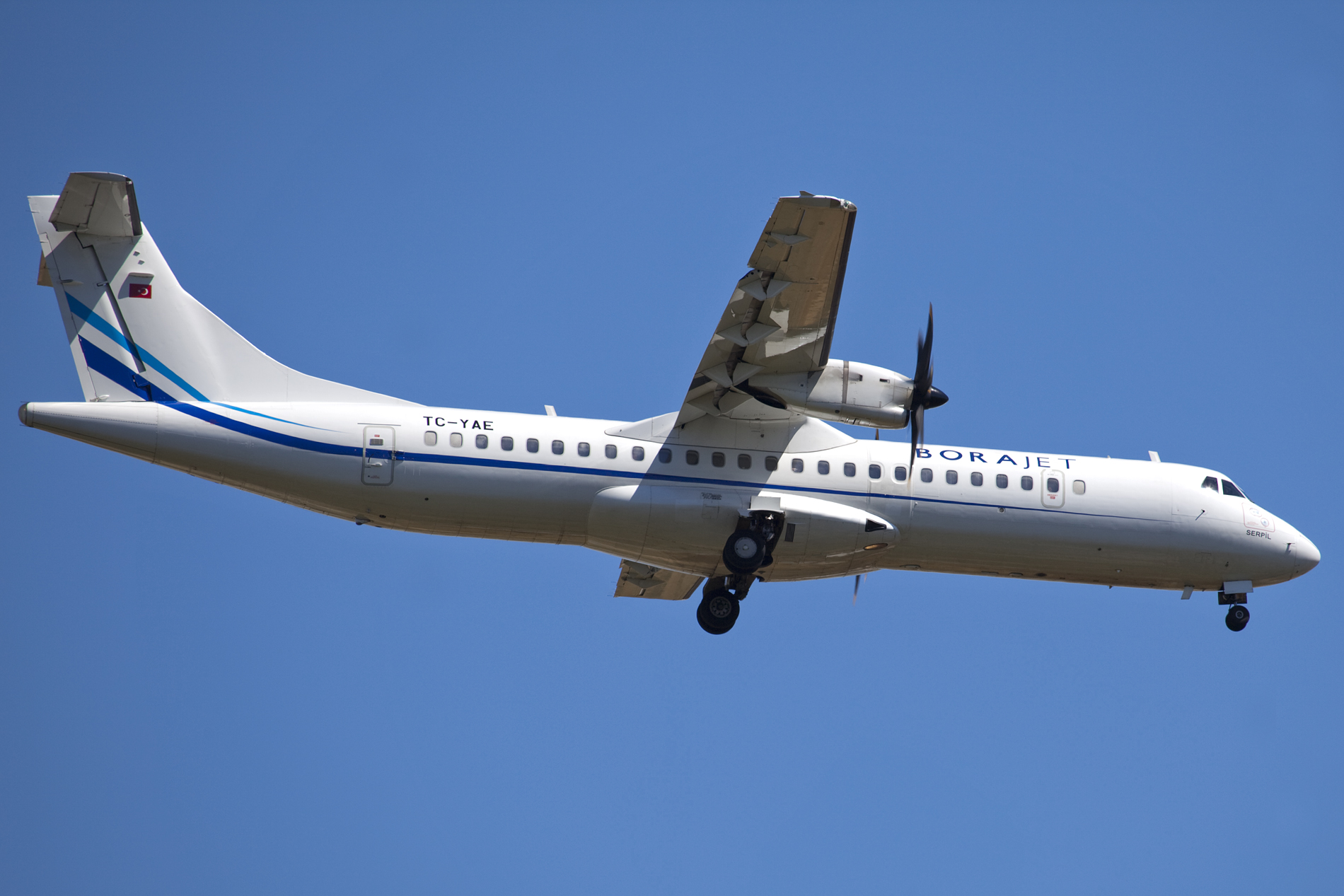
ATR 72-500 de Borajet

En décembre 2016, la flotte de Borajet était composé de 13 appareils.
La moyenne d'âge de la flotte était alors de 8,1 ans :